# Wyżnianka
Wyżnianka (prononciation : [vɨʐˈɲaŋka]) est un village polonais de la gmina de Dzierzkowice dans le powiat de Kraśnik de la voïvodie de Lublin dans l'est de la Pologne.
Il se situe à environ 6 kilomètres à l'ouest de Kraśnik (siège du powiat) et 46 kilomètres au sud-ouest de Lublin (capitale de la voïvodie).
Le village compte approximativement une population de 200 habitants.

## Histoire
De 1975 à 1998, le village est attaché administrativement à l'ancienne voïvodie de Lublin.

Depuis 1999, il fait partie de la nouvelle voïvodie de Lublin.